# European Club Cup 2018
Der European Club Cup 2018 fand vom 11. bis zum 19. Oktober 2018 im griechischen Badeort Porto Carras statt. Es war damit die 34. Auflage des European Club Cups, der Europameisterschaft der Vereine. Parallel fand die 23. Ausgabe des Turniers der Frauen statt.

## Austragung

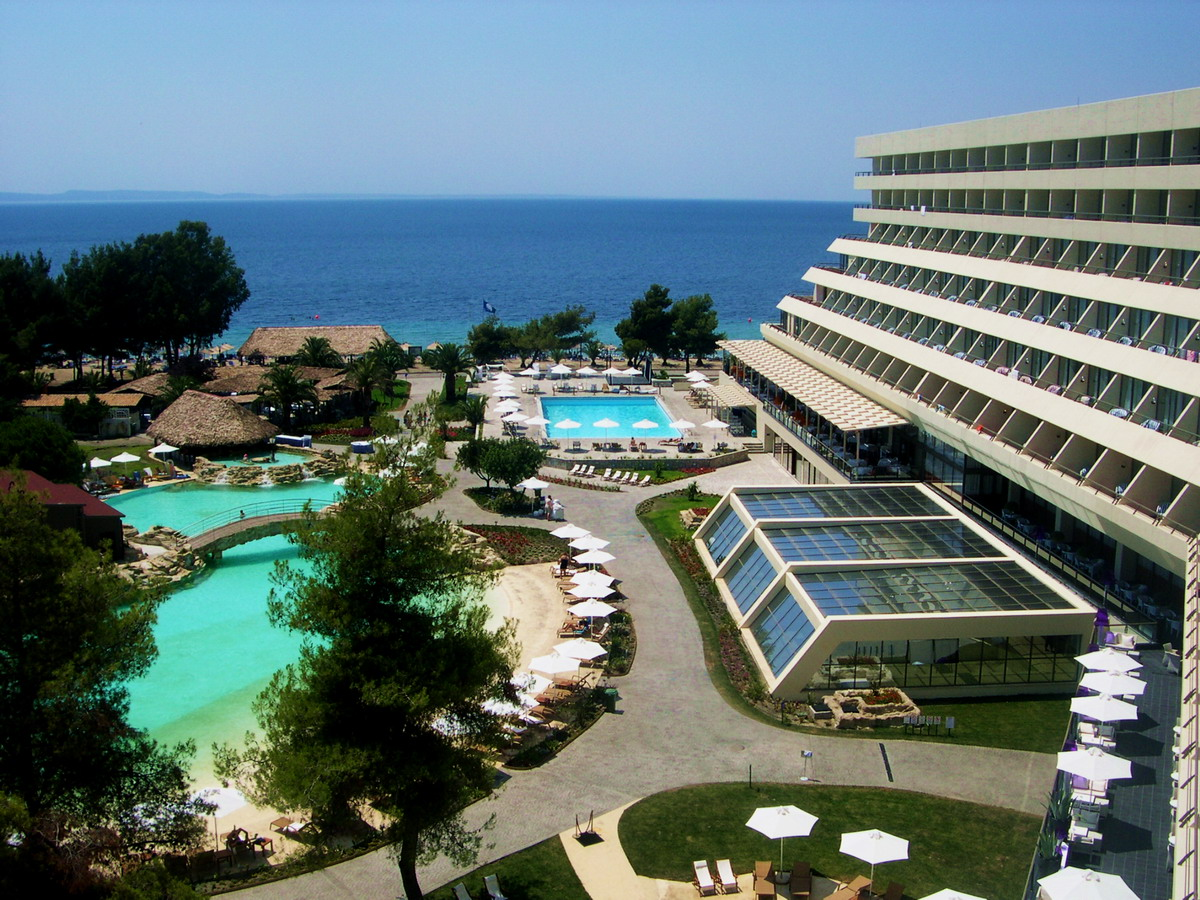
Das Hotel Sithonia in Porto Carras

Das Turnier fand im Kongresszentrum in Porto Carras statt, die Spieler wurden im Hotel Sithonia untergebracht. Das Teilnehmerfeld bestand aus 61 Mannschaften aus 26 Nationen. Jede Mannschaft nominiert sieben bis acht Spieler für das Turnier, ein Mannschaftskampf wird im Format sechs gegen sechs ausgetragen, bei den Frauen im vier gegen vier. Gespielt wurden sieben Runden im Schweizer System, die Zeit betrug 90 Minuten für die ersten 40 Züge und daraufhin zusätzliche 30 Minuten für den Rest der Partie. Der Preisfonds des Turniers betrug insgesamt 40.000 €, wobei 22.000 € für die Mannschaften im Hauptfeld, 13.000 € für die Mannschaften im Frauenturnier und insgesamt 5.000 € für die jeweils besten Einzelleistungen an einem Brett ausgelobt wurden.

## Setzliste

### Hauptfeld
Am Turnier nahmen mit Alkaloid aus Mazedonien, AVE Nový Bor aus Tschechien und Odlar Yurdu aus Aserbaidschan drei Mannschaften mit einem Elo-Durchschnitt von mehr als 2700 teil. Mit Magnus Carlsen für Vålerenga Sjakklubb, Şəhriyar Məmmədyarov für Odlar Yurdu und Ding Liren für Alkaloid nahmen drei Spieler der Top 4 der aktuellen Weltrangliste an dem Turnier teil.

### Frauen
Die Setzliste der Frauen wurde angeführt von der georgischen Mannschaft Nona vor Cercle d'Échecs de Monte-Carlo. Die höchste Elo-Zahl aller Teilnehmerinnen hatte Anna Musytschuk mit 2555 Punkten.

## Verlauf

### Hauptfeld
Nach fünf von sieben Runden waren immer noch mehrere Mannschaften mit der Bilanz von vier Siegen und einem Unentschieden gleichauf. Nach der sechsten Runde führte Vålerenga Sjakklubb die Tabelle nach einem überraschenden Sieg über Favoriten Alkaloid als einzige Mannschaft mit sechs Siegen und einem Unentschieden an. Am letzten Spieltag verlor die Mannschaft um Weltmeister Magnus Carlsen gegen Medny Wsadnik St.Petersburg mit 4:2 und musste der russischen Mannschaft um Pjotr Swidler damit den Titel überlassen.
Die deutschen Teilnehmer Schachgesellschaft Solingen, SF Berlin, DJK Aufwärts St. Josef Aachen 1920 und SV Werder Bremen belegten die Plätze 14, 15, 17 und 19.
Die Schweizer Teilnehmer Schachgesellschaft Zürich und Schachgesellschaft Winterthur belegten die Plätze 22 und 38.
Die Brettpreise gingen an Ding Liren (Brett 1), Nikita Witjugow (Brett 2), Wladimir Fedossejew (Brett 3), Maxim Matlakow (Brett 4), Daniele Vocaturo (Brett 5), Markus Ragger (Brett 6), Viktor Láznička (Brett 7 / Ersatz 1) und Danyyil Dvirnyy (Brett 8 / Ersatz 2).

### Frauen
Bei den Frauen konnte sich Cercle d'Échecs de Monte-Carlo vor Nona, der Mannschaft mit dem höchsten Elo-Schnitt, durchsetzen.
Die Brettpreise gingen an Anna Musytschuk (Brett 1), Pia Cramling (Brett 2), Lela Dschawachischwili (Brett 3), Deimantė Cornette (Brett 4) und Elena Semenowa (Brett 5 / Ersatz 1).